# Cameron Bell
Cameron Bell est un footballeur international écossais, né le 18 septembre 1986 à Dumfries en Écosse. Il joue en tant que gardien de but au  St Johnstone en prêt de Hibernian.

## Biographie
Le 22 juin 2016, il rejoint Dundee United.
Le 4 août 2017, il rejoint Kilmarnock.
Le 31 janvier 2018, il rejoint Hibernian.
Le 31 janvier 2019, il est prêté à  St Johnstone.

## Palmarès
Kilmarnock FC
- Coupe de la Ligue d'Écosse
  - Vainqueur (1) : 2012

 Rangers FC
- Championnat d'Écosse de football D3 / SFL D2
  - Vainqueur (1): 2014
- Championnat d'Écosse de football D2 / Championship D2
  - Vainqueur (1): 2016

 Dundee United
- Scottish Challenge Cup
  - Vainqueur (1) en 2017

### Distinctions personnelles
- Membre de l'équipe-type de Scottish Championshiop en 2017